# Exogone microtentaculata
Exogone microtentaculata är en ringmaskart som beskrevs av Westheide 1974. Exogone microtentaculata ingår i släktet Exogone och familjen Syllidae. Inga underarter finns listade i Catalogue of Life.